# Isis en de zeven schorpioenen
Het verhaal van Isis en de zeven schorpioenen staat neergeschreven op de Metternichstèle die in het Metropolitan Museum of Art in New York staat.
De mythe vangt aan bij de dood van Osiris. Nadat deze gedood was door zijn broer Seth was Isis' zoon Horus in gevaar. Isis volgde de raad van Thot en vluchtte met Horus weg.
Op haar reis nam ze zeven schorpioenen mee en zei ze hun niet tegen vreemdelingen te praten. Isis reisde en kwam aan in de stad van de twee zusters in de Nijldelta. Ze werd echter niet verwelkomd door de plaatselijke rijke familie en kon bij hen geen onderdak vinden. De schorpioenen waren hier ontzet over en gaven al hun voorraad gif aan één schorpioen. Deze kroop in het huis en stak de jongste zoon. De moeder van de zoon liep de stad in en hoopte dat ze hulp zou krijgen, maar niemand reageerde.
De zoon was bijna dood, maar Isis greep in. Ze had onderdak gekregen bij een arm gezin en wilde niet dat een onschuldig kind ging sterven. Ze sprak een toverformule uit waarbij ze telkens de naam van een schorpioen riep. Zo kreeg ze controle over de schorpioenen en kon ze de jongen genezen. De moeder en de jongen schonken als dank hun bezittingen aan het arme boerenmeisje en Isis.